# Thymallus brevipinnis
Thymallus brevipinnis — вид прісноводних лучеперих риб, що належать до підродини Thymallinae, харіусових, частини родини лососевих. Цей вид є ендеміком озера Байкал у Сибіру, де він є бентопелагічним.  Деякі дослідники вважають цей таксон молодшим синонімом Thymallus baicalensis.